# Cayetano Ortega
Cayetano Ortega Frías (Cuba, ... – ...; fl. XX secolo) è stato un cestista spagnolo.
Di origine caraibica, Fu tra i giocatori che il 15 aprile 1935 scesero in campo in occasione della prima storica partita della nazionale di pallacanestro della Spagna; disputò inoltre la prima edizione degli Europei, vincendo la medaglia d'argento. Con la "Roja" ha collezionato in totale 4 presenze.
Morì nel corso della guerra civile spagnola.